# STS–112
Az STS–112 jelű küldetés az amerikai űrrepülőgép-program 111., a Atlantis űrrepülőgép 26. repülése.

## Küldetés
Az űrrepülőgép a Destiny kutatómodul dokkolóberendezéséhez kapcsolódott. Az űrállomáson az 5. személyzet tartózkodott.

## Jellemzői
A beépített kanadai Canadarm (RMS) manipulátor kart 50 méter kinyúlást biztosított (műholdak indítás/elfogása, külső munkák [kutatás, szerelések], hővédőpajzs külső ellenőrzése) a műszaki szolgálat teljesítéséhez. A manipulátor kart Sandy Magnus kezelte.

## Első nap
2002. október 7-én a szilárd hajtóanyagú gyorsítórakéták, Solid Rocket Booster (SRB) segítségével Floridából, a Cape Canaveral (KSC) Kennedy Űrközpontból, a LC39–B (LC–Launch Complex) jelű indítóállványról emelkedett a magasba. Az orbitális pályája 91,2 perces, 51,6 fokos hajlásszögű, elliptikus pálya perigeuma 273 kilométer, az apogeuma 405 kilométer volt. Felszálló tömeg indításkor 116 538 kilogramm, leszálló tömeg 91 390 kilogramm. Szállított hasznos teher 12 572 kilogramm.
Az Atlantis űrrepülőgép küldetésén alkalmazták először a rakétarendszer külső ellenőrzését videókamerával. A kettő szilárd hajtóanyagú gyorsítórakéta leválását követően a kamera lencséje bepárásodott, ami nagy mértékben korlátozta a láthatóságot. A szilárd rakétafokozatok leválása közben megsértették az űrrepülőgép egyik főhajtóművét burkoló anyagot. A horpadás 10 centiméter széles és 7 cm mély volt. A NASA döntése: folytatni a repülést. Az erőltetett program végrehajtása vezetett a későbbi Columbia-katasztrófa bekövetkezéséhez. A dokkolás oldását követően lassú sodródás következett, majd 450 méter távolságban indították a főmotorokat.

## Hasznos teher
1. A Boeing Company 1998-1999 között gyártotta, majd folyamatos teszteknek vetették alá. 2002 júniusában adta a NASA rendelkezésére. Az S1 rácselem nyitott állapotban 45 méter hosszú, 6 méter széles, súlya 15 tonna. Az űrállomás S1 rácselemét az S0 elem menetirány szerinti jobb oldalára szerelték (a P1 rácsszerkezetet az S0 elem menetirány szerinti bal oldalára). Az űrállomás hőszabályozó (hűtési/fűtési) rendszerének 3 db radiátorát hordozza. Tartalmaz egy S-sávos kommunikációs rendszert. Felszerelték az új külső televíziós kamerákat. A legénység munkáját speciális eszközök, szerszámok segítették (CETA). A szerelési munkákhoz felhasználták az STS–110 által szállított mozgatható állványt (Mobile Transporter). Logisztikai árut (víz, élelmiszer, ruházat, személyes tárgyak, orvosi- eszközök, berendezések, kutatási- kísérleti anyagok és eszközök) is szállítottak. Visszafelé bepakolták a csomagoló anyagokat, a szemetet. Az S1 rácsszerkezet lehetővé tette az űrállomás külső bővítését, a vasúti rendszer előkészítésével a Canadarm2 fix helyéről a sínen elmozgathatóvá válik, ami tovább könnyíti a külső szerelési, karbantartási és kutatási munkákat.
2. Plant Generic Bioprocessing Apparatus (PGBA) – általános növényi kísérletek,
3. Commercial Generic Bioprocessing Apparatus (CGBA) – növényi fajta kísérletek,
4. Protein Crystal Growth Single-locker Thermal Enclosure System and Protein Crystallization Apparatus for Microgravity (PCG-STES-PCAM) – kereskedelmi gyógyszeralapanyag kutatás, készítés,
5. Zeolite Crystal Growth Furnace (ZCG) – zeolit kristálykísérletek,
6. Heterodin ultraibolya érzékelő kamera segítségével megfigyelték a Föld 40-90 kilométer közötti légrétegét, ellenőrizve az ózonréteg állapotát.

### Űrséták
Első – a 44. űrséta, ami támogatta az űrállomás szerelését és karbantartását – űrséta (kutatás, szerelés) során az S1 rácselemet a Canadarm2 robotkar segítségével megkezdték felszerelni. A műveletek során a robotkar elromlott. Második űrséta alatt a hasznos teher (kutatás, kísérlet) visszanyerésével és újak telepítésével foglalkoztak. Harmadik űrséta alkalmával készre szerelték, majd tesztelték az S0 és S1 rácselemek működőképességét.
(zárójelben a dátum és az időtartam)
- EVA 1: Dave Wolf és Piers Sellers (2002. október 10., 7 óra 01 perc)
- EVA 2: Dave Wolf és Piers Sellers (2002. október 12., 6 óra 04 perc)
- EVA 3: Dave Wolf és Piers Sellers (2002. október 14., 6 óra 36 perc)

## Tizedik nap
2002. október 18-án a Kennedy Űrközponton (AFB), kiinduló bázisán szállt le. Összesen 10 napot, 19 órát, 58 percet és 44 másodpercet töltött a világűrben. 7 200 000 kilométert (4 500 000 mérföldet) repült, 170 alkalommal kerülte meg a Földet.

## Személyzet
(zárójelben a repülések száma az STS–112 küldetéssel együtt)
- Jeffrey Shears Ashby  (4), parancsnok
- Pamela Anne Melroy  (2), pilóta
- David Alexander Wolf  (3), küldetésfelelős
- Sandra Hall Magnus  (1), küldetésfelelős
- Piers John Sellers  (1), küldetésfelelős
- Fjodor Nyikolajevics Jurcsihin  (1), küldetésfelelős – Orosz Szövetségi Űrügynökség (RKA)

### Visszatérő személyzet
- Jeffrey Shears Ashby (4), parancsnok
- Pamela Anne Melroy (2), pilóta
- David Alexander Wolf (3), küldetésfelelős
- Sandra Hall Magnus (1), küldetésfelelős
- Piers John Sellers (1), küldetésfelelős
- Fjodor Nyikolajevics Jurcsihin (1), küldetésfelelős